# Ebenidium pinnatum
Ebenidium pinnatum là một loài thực vật có hoa trong họ Đậu. Loài này được (Aiton) Kuntze mô tả khoa học đầu tiên năm 1891.